# Епізод
Епізод — це окрема частина більшого твору чи події, яка має відносну завершеність, але є частиною загального сюжету або хронології. Це структурна одиниця, що допомагає розбивати великий процес або твір на менші, простіші для розуміння частини. Походить від давньогрецького слова «epeisodion» (дав.-гр. ἐπεισόδιον).
Епізод можна розглядати в різних сферах:
1. В літературі — це окремий фрагмент тексту, який має відносну завершеність, але водночас є частиною загального сюжету.
2. В музиці, наприклад, в музичній формі«рондо», що ґрунтується на повторенні головної теми (рефрену) з чергуванням контрастних епізодів.
3. У фільмі — це окремі сцени або послідовність сцен, що мають певний сюжетний зміст, наприклад, "епізод битви", "романтичний епізод".
4. У серіалі — це окремі випуски, що можуть бути пов'язані єдиним сюжетом або мати антологічний формат.
5. В медицині зазвичай означає певний випадок або інцидент, пов'язаний зі здоров'ям пацієнта, що вимагає медичного втручання. Наприклад, епізод може описувати гостру хворобу, травму або загострення хронічного стану.
6. В криміналістиці термін "епізод" позначає окремі злочини або правопорушення.
7. В комп'ютерних іграх — це окремий рівень або місія, що є частиною основного сюжету або має самостійну сюжетну лінію.
8. Епізод у спорті — конкретний момент гри або змагання, який може мати великий вплив на результат, наприклад, забитий гол.
9. В повсякденному житті епізодом може бути важливий або пам'ятний момент чи подія, який відбувся в житті людини.

Загалом, поняття епізоду є дуже гнучким і може бути застосоване в багатьох сферах, де є більші процеси чи події, що складаються з менших, відокремлених частин.